# Taekwondo na Letních olympijských hrách 2008
Taekwondo na Letních olympijských hrách 2008 se konalo v Pekingské vědecké a technické univerzitní gymnázium v období od 20. srpna do 23. srpna. Zápasy se konaly v několika kategoriích, které byly omezeny hmotnostním limitem. Základní kolo vždy odstartovalo v 11:00, čtvrtfinále v 16:00, semifinále v 17:30, opravné zápasy v 18.30, zápasy o bronzové medaile v 19.30 a finále v 20:30. V taekwondu se udělují dvě bronzové medaile.

## Kalendář
| Muži   | 58 kg | 68 kg | 80 kg | +80 kg | 4 |
| Ženy   | 49 kg | 57 kg | 67 kg | +67 kg | 4 |
| Celkem | 2     | 2     | 2     | 2      | 8 |

|  | Kvalifikace |  | Finále |

## Medailisté

### Muži
| Kategorie | Zlato           | Stříbro                | Bronz           | Bronz              |
| --------- | --------------- | ---------------------- | --------------- | ------------------ |
| - 58 kg   | Guillermo Pérez | Yulis Gabriel Mercedes | Rohullah Nikpai | Ču Mu-jen          |
| - 68 kg   | Son Tche-džin   | Mark Lopez             | Sung Jü-čchi    | Servet Tazegul     |
| - 80 kg   | Hadi Saei       | Mauro Sarmiento        | Steven Lopez    | Ču Kuo             |
| + 80 kg   | Čcha Tong-min   | Alexandros Nikolaidis  | Arman Chilmanov | Chika Chukwumerije |

### Ženy
| Kategorie | Zlato            | Stříbro          | Bronz                    | Bronz           |
| --------- | ---------------- | ---------------- | ------------------------ | --------------- |
| - 49 kg   | Wu Ťing-jü       | Buttree Puedpong | Daynellis Montejo        | Dalia Contreras |
| - 57 kg   | Im Su-jong       | Azize Tanrikulu  | Diana Lopez              | Martina Zubčić  |
| - 67 kg   | Hwang Kjong-son  | Karine Sergerie  | Gwladys Patience Epangue | Sandra Saric    |
| + 67 kg   | María Espinozová | Nina Solheim     | Natalia Falavigna        | Sarah Stevenson |

## Přehled medailí
| Pořadí | Země                         | Zlato | Stříbro | Bronz | Celkově |
| ------ | ---------------------------- | ----- | ------- | ----- | ------- |
| 1      | Jižní Korea (KOR)            | 4     | 0       | 0     | 4       |
| 2      | Mexiko (MEX)                 | 2     | 0       | 0     | 2       |
| 3      | Čína (CHN)                   | 1     | 0       | 1     | 2       |
| 4      | Írán (IRI)                   | 1     | 0       | 0     | 1       |
| 5      | Spojené státy americké (USA) | 0     | 1       | 2     | 3       |
| 6      | Turecko (TUR)                | 0     | 1       | 1     | 2       |
| 7      | Kanada (CAN)                 | 0     | 1       | 0     | 1       |
| 7      | Dominikánská republika (DOM) | 0     | 1       | 0     | 1       |
| 7      | Řecko (GRE)                  | 0     | 1       | 0     | 1       |
| 7      | Itálie (ITA)                 | 0     | 1       | 0     | 1       |
| 7      | Norsko (NOR)                 | 0     | 1       | 0     | 1       |
| 7      | Thajsko (THA)                | 0     | 1       | 0     | 1       |
| 13     | Tchaj-wan (TPE)              | 0     | 0       | 2     | 2       |
| 13     | Chorvatsko (CRO)             | 0     | 0       | 2     | 2       |
| 15     | Afghánistán (AFG)            | 0     | 0       | 1     | 1       |
| 15     | Brazílie (BRA)               | 0     | 0       | 1     | 1       |
| 15     | Kuba (CUB)                   | 0     | 0       | 1     | 1       |
| 15     | Francie (FRA)                | 0     | 0       | 1     | 1       |
| 15     | Velká Británie (GBR)         | 0     | 0       | 1     | 1       |
| 15     | Kazachstán (KAZ)             | 0     | 0       | 1     | 1       |
| 15     | Nigérie (NGR)                | 0     | 0       | 1     | 1       |
| 15     | Venezuela (VEN)              | 0     | 0       | 1     | 1       |
| Celkem | Celkem                       | 8     | 8       | 16    | 32      |